# Mărculești (gmina w okręgu Jałomica)
Mărculești – gmina w Rumunii, w okręgu Jałomica. Obejmuje tylko jedną miejscowość Mărculești. W 2011 roku liczyła 1505 mieszkańców. 